# Rutger van Langervelt
Rutger van Langevelt (Nimega, 15 febbraio 1635 – Berlino, 15 marzo 1695) è stato un architetto, matematico e pittore olandese.

## Biografia

### Origine e formazione
Rutger van Langevelt si specializzò nei Paesi Bassi ed in Francia in matematica, pittura e architettura e vi fece esperienze pratiche.
Dal 1670 deve essere stato attivo come pittore nella sua patria di Nimega.

### Il richiamo di Berlino
All'età di 43 anni Langerfeld accettò la chiamata a Berlino del grande Principe elettore Federico Guglielmo I di Brandeburgo. Egli giunse nella capitale brandeburghese nell'estate del 1678 e vi fu subito nominato pittore di corte. Più tardi egli occupò anche la carica, rimasta vacante, di architetto di corte. Per specifico volere del Principe Elettore, Langerfeld ne istruì i figli, principi Filippo Guglielmo e Ludovico in disegno, matematica e nella tecnica della fortificazione.
Con effetto dal 25 marzo 1689 il principe Federico III, il futuro primo re di Prussia, Federico I, confermò Langerfeld nella sua carica di pittore ed architetto di corte.
Oggi è accertata archivisticamente la sua paternità della costruzione del palazzo di caccia e divertimenti di Berlino-Köpenick (1677–1690), alla cui erezione egli sovrintese fino al 1684.
Viene anche giustamente a lui attribuita la Dorotheenstädtische Kirche, iniziata a Berlino nel 1678 e completata nel 1687 (ristrutturata a metà '800 e andata distrutta nella seconda guerra mondiale): una semplice costruzione con pianta a croce greca e con freccia. Dalla locale targa commemorativa, si evince anche che egli aveva scritto opere di matematica.
Come pittore egli, lasciando il manierismo olandese, si era dedicato al freddo barocco della Germania settentrionale. Il suo interno della chiesa del castello di Caputh del 1671 è tipico del suo indirizzo stilistico. Verso il 1680 a Berlino egli realizzò gli affreschi del soffitto del Gabinetto della Corona e delle camere da letto degli ambienti del Principe Elettore del castello della città (andati distrutti nel 1945).
Insieme a Joseph Casteels Langerfel ideò sei grossi arazzi per la corte berlinese, che furono poi realizzati da Pierre Mercier, fondatore della prima manifattura di tali articoli a Berlino.
Tra i suoi allievi si annoverano i pittori Samuel Theodor Gericke e Friedrich Wilhelm Weidemann. Anche suo figlio Guglielmo divenne pittore. 

### La morte
Rutger von Langerfeld morì all'età di 60 anni a Berlino e la sua vedova, Aletta de Man, discendente da un'aristocratica famiglia, gli fece erigere una elegante tomba nella Dorotheenstädtische Kirche di Berlino.

## Opere
- Dipinti nel municipio di Nimega(1670)
- Castello di Köpenick (1678–1684)
- Dorotheenstädtische Kirche (1678–1687; ristrutturata negli anni 1861–1863, distrutta durante la seconda guerra mondiale)